# Nentser

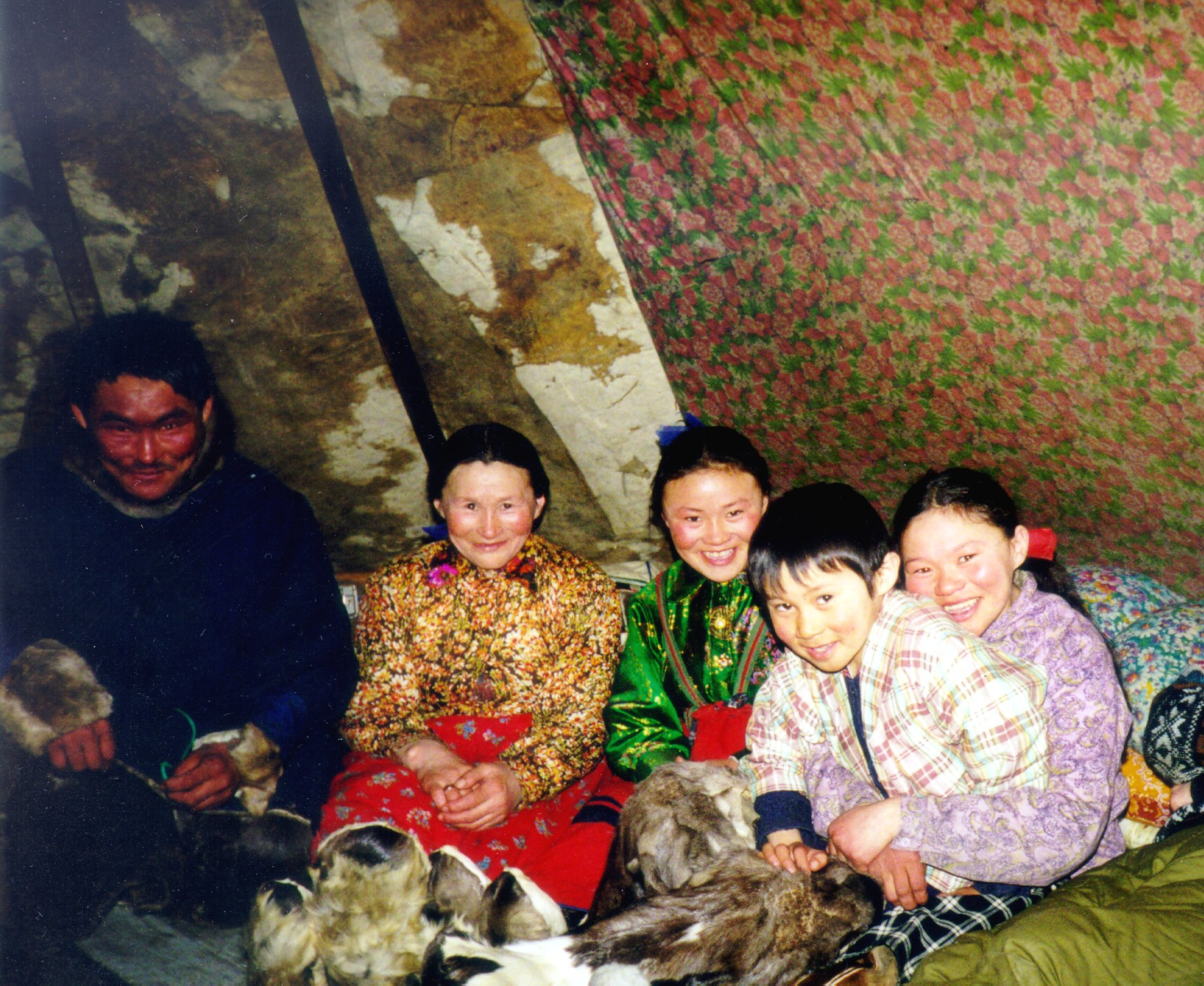
Nentsisk familj i sitt tält

Nentser (nentsiska: ненэй ненэче, nenəj nenəče, ryska: ненцы, nentsy) eller juraksamojeder är ett folk med trettio- till fyrtiotusen personer som lever i ryska Nentsien.  Gruppen bor längs den arktiska kusten från nordöstra Europa till Tajmyrhalvön men är koncentrerad till Jamalo-Nentsien och Nentsien runt de norra uralbergen. De är den största gruppen inom folkgruppen samojeder och cirka 70% av dem talar nentsiska vilket är ett språk som tillhör den uraliska språkfamiljen.
Nentsernas ekonomi är mestadels baserad på storskalig renskötsel.

## Historia
Nentserna kom till de områden de lever i idag under 1100-talet, medan nentserna i det östra området höll sig isolerade kom de västra nentserna att ha en större förbindelse med ryssar. En del nentser såg upp till Novgorod under 1200-talet och senare till tatarerna. När Ryssland försökte kolonisera Sibirien i mitten av 1600-talet kom dock grupperna att motstå hårt. Ryssland kom senare att inkorporera nentserna till statsbyggnadsprojekt, där en del nentser omplacerades till ögruppen Novaja Zemlja under 1800-talet så att de öarna skulle få suveränitet.

### Sovjettiden
Sovjeterna etablerade kollektiv renskötsel inom nentsernas områden 1929. Rikare boskapsskötare kom att förtryckas, renar konfiskeras, kvinnor, barn och äldre begränsas till sedentism. Nentserna hade ett flertal uppror som kuvades och undangömdes av Sovjet. Skulle man dock ha i åtanke regionens utsikter uppmuntrade Sovjet generellt nentsernas traditionella aktiviteter.
Eftersom nentsernas hemland är rikt på tillgångar i form av olja och gas började Sovjet under senare delen av 1900-talet bygga gasbrunnar och rörledningar genom renarnas betesmarker. Renflockarna hade i början av 1900-talet överträffat betesmarkernas kapacitet och förstörelsen av betesmarkerna på grund av kolväten kom att förvärra detta. Efter att Sovjetunionen upplöstes 1991 har nentserna aktivt kämpat för sina rättigheter med regionala organisationer och med kontakter med renskötare i andra länder som Finland, Sverige och Norge.